# Мост Сан-Тельмо
Мост Сан-Тельмо — мост через реку Гвадалквивир в городе Севилье.

## История
В 1917 году в Управлении общественных работ Севильи был проведен открытый тендер, на котором была представлена французская компания Schneider y Cía с мостом из металлических профилей, а также проект инженера Хосе Эухенио Рибера. Управление общественных работ выбрала проект Рибера, однако уменьшила ширину моста с 20 до 15 метров и устранила многие украшения, которые в случае их размещения должны были оплачиваться городским советом.
Центральная секция моста была спроектирована и собрана барселонской компанией La Maquinista Terrestre y Marítima. Мост должен был стать подъёмным, чтобы облегчить доступ судов к докам Аренала.
13 августа 1931 года после испытаний мост был открыт для пешеходного движения.
В октябре 1959 года уполномоченные учреждения достигли соглашения о том, что мост будет окончательно опущен. Тем не менее, в мае 1960 года министерство обязало подымать пролёт моста с 2 до 6 часов ночи. В ноябре 1961 года государство распорядилось прекратить ночной подъём, потому механизм требовал ремонта. Было отмечено, что количество судов, проходящих под мостом крайне мало. Преимущественно его использовали суда с рыбой.
В 1962 году было принято решение о реконструкции моста для того, чтобы сделать его стационарным шириной 18 метров (для 4-х полос движения) Проект был выполнен инженером Хосе Антонио Пуялом Лезкано. В ноябре 1963 года работы были доверены компанией Agromán. Работы начались в феврале 1964 года. Статические и динамические испытания законченных работ состоялись 26 марта 1965 года, после чего мост был открыт для движения.
Перед Всемирной выставкой 1992 года мост был реконструирован.